# ماريا سيفيداري
ماريا سيفيداري (من مواليد 1982) هي إحدى المساهمات في ويكيبيديا، وكانت رئيسة مجلس أمناء مؤسسة ويكيميديا من يوليو 2018 حتى يونيو 2021. أُعيد انتخابها لهذا المنصب في أغسطس 2019. حصلت سيفيداري على زمالة في القيادة النسائية من قبل منظمة تكويك في عام 2014. في عام 2018، لفت مقال كتبته حول إصلاح حقوق النشر الأوروبي المرتقب اهتمامًا واسعًا، وشمل التغطية منصات مثل تك كرانش و بوينج بوينج.

## تجربة ويكيبيديا
اكتشفت ماريا سيفيداري ويكيبيديا عندما شرحت لها أختها الصغيرة أنها موقع إلكتروني يمكن لأي شخص تعديله. وصرحت في مقابلة مع صحيفة elDiario.es الإلكترونية: "كل شيء يبدأ عندما تبدأ بالانخراط في موضوع ما، وتقضي ساعات طويلة في تحسين المقالات، ثم تدرك أن هناك سياسات في ويكيبيديا يجب تغييرها." بعد ذلك بفترة قصيرة، أطلقت مشروع ويكي برويكتو:LGBT بهدف تسليط الضوء على هذه المجموعات وتحسين وتنظيم جميع المحتويات المتعلقة بهذا الموضوع، مستوحيةً فكرتها من دراسات مشروع ويكي مشروع LGBT في ويكيبيديا الإنجليزية. كما عملت على تقليص التحيز الجنسي في ويكيبيديا الإسبانية.
سيقيداري عضو مؤسس في ويكيميديا اسبانيا (WMES)، الفرع الإسباني لحركة ويكيميديا، وعملت في مجلس إدارتها كنائبة أولى للرئيس.
في عام 2015، قدمت مؤتمراً حول ويكيميديا في جامعة الملك خوان كارلوس حول برنامج الاتصالات الرقمية والثقافة والمواطنة. في الفترة 2017-2018، كانت مسؤولة عن مادة "المجتمعات في الشبكة: الإبداع التعاوني على الإنترنت، التي تقدمها ويكيميديا إسبانيا، كجزء من درجة الماجستير في الاتصال والثقافة والمواطنة الرقمية، في نفس الجامعة.

## مجلس مؤسسة ويكيميديا
في يونيو 2013، تم انتخاب سيفيداري لعضوية مجلس أمناء مؤسسة ويكيميديا من قبل مجتمع محرري ويكيبيديا. وانتهت ولايتها في يونيو/حزيران 2015. في عام 2016، تم تعيينها في مجلس الإدارة لشغل منصب شاغر. تم انتخابها لمنصب الرئيس في يوليو 2018، وهو المنصب الذي شغلته حتى استقالتها من المجلس في عام 2021. في مارس 2020، طلبت سفيداري إجازة لمدة أربعة أشهر من مجلس الإدارة، استعدادًا لإجازة الأمومة القادمة، وتم استبدالها في الدور بناتاليا تيمكيف، كنائبة رئيس مجلس الإدارة بالإنابة.

## المسيرة المهنية
حصل سيفيداري على درجة البكالوريوس في علم النفس ودرجة الماجستير في الإدارة والسياحة من جامعة كومبلوتنسي بمدريد.